# 알렉산드라 부이도소
알렉산드라 부이도소(독일어: Alexandra Bujdoso, 헝가리어: Bujdosó Alexandra 부이도쇼 얼렉선드러[*], 1990년 3월 5일 ~ )는 헝가리 출신 독일의 펜싱 선수로 주 종목은 사브르이다. 아버지이자 코치는 부이도쇼 임레로, 올림픽 우승을 경험해 본 전 게계적인 펜싱 선수이다. 부이도소는 베이징에서 열린 2008년 하계 올림픽의 여자 사브르 개인전에 출전하였으나, 32강전에서 중화인민공화국의 탄쉐에게 패하며 탈락하였다. 이후 런던에서 열린 2012년 하계 올림픽의 여자 사브르 개인전에 출전하였으나 32강전에서 아제르바이잔의 세비네 미키나에게 13-15로 패하며 탈락하였다.